# إبراهيم محمد إسماعيل
إبراهيم محمد إسماعيل هو لواء مهندس مدني وسياسي، ولد في بغداد سنة 1936، أمين العاصمة لمدة طويلة.
كان يحمل شهادة الماجستير في الهندسة المدنية.
شغل مناصب مختلفة منها أمين بغداد وأفتتح المتحف من قبل أمين العاصمة السيد إبراهيم محمد إسماعيل عام 1970 الذي خلف اللواء مدحت الحاج سري في منصب أمين العاصمة وايضا في عهده تم عمل وافتتاح تمثال أبي جعفر المنصور.

## امانة بغداد في عهده
قادها اللواء المهندس إبراهيم محمد إسماعيل بين 1968- 1978م وقد شهدت بغداد في هذه المرحلة تخطيطاً عمرانياً وفنياً وبلدياً لهذه المدينة الخالدة من حيث شق الشوارع وازالة التجاوزات السكنية العشوائية في بغداد الرصافة جرى شق الطرق والقنوات واقامة النصب والتماثيل والانفاق وتعزيز البنى التحتية والتشجير وترتيب الحدائق والمنتزهات وتجميل الكورنيشات وتزويدها بالأثاث العصري وسواها فضلا على إنشاء الكثير من الكازينوهات السياحية والفنادق والملاعب الرياضية والقاعات الفنية والاسواق التجارية والمراكز الترفيهية والسياحية.